# Alto Representante da União para os Negócios Estrangeiros e a Política de Segurança
O Alto Representante da União para os Negócios Estrangeiros e a Política de Segurança, é a designação dada no Tratado de Lisboa ao cargo de alta responsabilidade da União Europeia anteriormente designado como Alto Representante para a Política Externa e de Segurança Comum. O seu detentor é o principal coordenador da Política Externa e de Segurança Comum na União Europeia. A posição é atualmente detida por Kaja Kallas desde 1 de dezembro de 2024, quando iniciou funções a segunda Comissão von der Leyen. Tem a sua sede no Secretariado-Geral do Conselho da União Europeia.
O cargo foi criado pelo Tratado de Amesterdão e o seu titular, em conjunto com o órgão chefiado pelo Ministro dos Negócios Estrangeiros que preside o Conselho da União Europeia, representa o Conselho de Ministros dos Negócios Estrangeiros da União Europeia. A primeira pessoa a deter o título completo de Alto Representante da União para Relações Exteriores e Política de Segurança, inaugurado após a entrada em vigor do Tratado de Lisboa, foi Catherine Ashton. No início do primeiro mandato do cargo, a titular do cargo passou a ser auxiliada pelo Serviço Europeu de Ação Externa (SEAE), criado em dezembro de 2010.

## Papel
Sempre que for acordada política externa entre os Estados-membros da UE, o Alto Representante pode intervir nessa área, negociando em nome dos Estados-Membros. O representante coordena o trabalho dos Representantes Especiais, bem como outras funções, tais como a de coordenador anti-terrorista. Ele faz relatórios e propostas para o Conselho, como Secretário-Geral, o Alto Representante analisa e prepara a maior parte das decisões antes de serem apresentadas para serem decididas.
No início, foi decidido que o Secretário-Geral do Conselho iria desempenhar a função. Isto significava que o Secretário-Geral da época, Jürgen Trumpf, foi o primeiro Alto Representante, embora ele tenha apenas servido poucos meses. O cargo foi expandido-se rapidamente, com várias funções combinadas com a função de Alto Representante:
- Alto Representante para a PDSC
  - Coordenador da Política Europeia de Segurança e de Defesa
  - Responsável pelos Representantes Especiais da União Europeia
- Secretário-Geral do Conselho da União Europeia
- Secretário-Geral da União da Europa Ocidental
- Presidente da Agência Europeia de Defesa
- Chefe do Proposto Serviço de Ação Externa

## Lista de incumbentes
| Nº                                                                        | Incumbente                                                 | Incumbente                                                 | Mandato                                                    | Mandato                                                    | Mandato                                                    | Partido                                                    | Partido                                                    | Partido                                                    | Partido                                                    | Comissão                                                   | Estado-membro                                              |
| Nº                                                                        | Incumbente                                                 | Incumbente                                                 | Início do mandato                                          | Fim do mandato                                             | Tempo no cargo                                             | Europeu                                                    | Europeu                                                    | Nacional                                                   | Nacional                                                   | Comissão                                                   | Estado-membro                                              |
| Alto Representante para Política Externa Comum e Segurança                | Alto Representante para Política Externa Comum e Segurança | Alto Representante para Política Externa Comum e Segurança | Alto Representante para Política Externa Comum e Segurança | Alto Representante para Política Externa Comum e Segurança | Alto Representante para Política Externa Comum e Segurança | Alto Representante para Política Externa Comum e Segurança | Alto Representante para Política Externa Comum e Segurança | Alto Representante para Política Externa Comum e Segurança | Alto Representante para Política Externa Comum e Segurança | Alto Representante para Política Externa Comum e Segurança | Alto Representante para Política Externa Comum e Segurança |
| ------------------------------------------------------------------------- | ---------------------------------------------------------- | ---------------------------------------------------------- | ---------------------------------------------------------- | ---------------------------------------------------------- | ---------------------------------------------------------- | ---------------------------------------------------------- | ---------------------------------------------------------- | ---------------------------------------------------------- | ---------------------------------------------------------- | ---------------------------------------------------------- | ---------------------------------------------------------- |
| Jürgen Trumpf                                                             | Jürgen Trumpf                                              | Jürgen Trumpf (1931–2023)                                  | 1 de maio de 1999                                          | 18 de outubro de 1999                                      | 5 meses e 17 dias                                          | Independente                                               | Independente                                               | Independente                                               | Independente                                               | —                                                          | Alemanha                                                   |
| Javier Solana                                                             | Javier Solana                                              | Javier Solana (1942-)                                      | 18 de outubro de 1999                                      | 1 de dezembro de 2009                                      | 10 anos, 1 mês e 13 dias                                   |                                                            | PSE                                                        |                                                            | PSOE                                                       | —                                                          | Espanha                                                    |
| Alto Representantepara os Negócios Estrangeiros e a Política de Segurança |                                                            |                                                            |                                                            |                                                            |                                                            |                                                            |                                                            |                                                            |                                                            |                                                            |                                                            |
| 1                                                                         | Catherine Ashton                                           | Catherine Ashton (1956-)                                   | 1 de dezembro de 2009                                      | 1 de novembro de 2014                                      | 4 anos e 11 meses                                          |                                                            | PSE                                                        |                                                            | Trabalhista                                                | Barroso II                                                 | Reino Unido                                                |
| 2                                                                         | Federica Mogherini                                         | Federica Mogherini (1973-)                                 | 1 de novembro de 2014                                      | 30 de dezembro de 2019                                     | 5 anos, 1 mês e 29 dias                                    |                                                            | PSE                                                        |                                                            | PD                                                         | Juncker                                                    | Itália                                                     |
| 3                                                                         | Josep Borrell                                              | Josep Borrell (1947-)                                      | 1 de dezembro de 2019                                      | 30 de novembro de 2024                                     | 4 anos, 11 meses e 29 dias                                 |                                                            | PSE                                                        |                                                            | PSOE                                                       | Von der Leyen I                                            | Espanha                                                    |
| 4                                                                         | Kaja Kallas                                                | Kaja Kallas (1977-)                                        | 1 de dezembro de 2024                                      | Incumbente                                                 | 3 meses e 19 dias                                          |                                                            | RE                                                         |                                                            | PRE                                                        | Von der Leyen II                                           | Estónia                                                    |

## Redefinição pelo Tratado de Lisboa
De acordo com o Tratado de Lisboa, o cargo de Alto Representante será fundido com o de Comissário Europeu para as Relações Externas sob um novo título de Alto Representante da União para os Negócios Estrangeiros e a Política de Segurança. Alguns meios de comunicação têm chamado o cargo como "Ministro dos Negócios Estrangeiros da União Europeia", reflectindo sobre o que teria sido formalmente chamado na defunta Constituição Europeia: "Ministro dos Negócios Estrangeiros da União". O ministro também seria um vice-presidente da Comissão e presidente do Conselho de Ministros dos Negócios Estrangeiros, na sua configuração. Embora o ministro tenha poderes para formular propostas, ele só pode representar a União nas matérias em que existe uma política acordada entre todos os Estados-membros. O cargo seria apoiado por um Serviço de Ação Externa, o que ajudará a nova concepção de Alto Representante para gerar consenso na União Europeia e aplicar esse consenso, quando atingido.
Esta combinação de postos tem sido vista como um aprofundar da resposta à pergunta de Kissinger: "A criação de um Alto Representante para a política externa, ou, melhor ainda, um Ministro dos Negócios Estrangeiros, seria uma grande mudança em comparação com a situação atual. Tratar-se-ia de colocar um fim à dupla tarefa que existe entre a função atual do Sr. Javier Solana, e a que foi feita, no âmbito da Comissão, pela Sra. Benita Ferrero-Waldner, responsável pela ajuda externa da UE. Uma e outra são a mesma pessoa, portanto, para lidar com os problemas e responder às chamadas telefónicas do famoso Henry Kissinger: "Eu quero falar com a Europa." - Valéry Giscard d'Estaing, em 5 de julho de 2007.
Em agosto de 2009 o ex-Comissário das Relações Externas Chris Patten foi favorável ao trabalho da ratificação so Tratado de Lisboa juntamente com o ex-chanceler austríaco Wolfgang Schüssel, o Comissário para o Alargamento da UE Olli Rehn e o ex-secretário-geral da NATO, Jaap de Hoop Scheffer.
Em novembro de 2009 Catherine Ashton foi designada para estrear o cargo após a entrada em vigor do Tratado de Lisboa.